# Pedro Irala
Pedro Richard Irala (Asunción, Paraguay, 14 de abril de 1979) es un jugador paraguayo que juega de volante (a veces juega de delantero) y  su actual equipo es 12 de Octubre Football Club de la Segunda División de Paraguay.

## Clubes
| Club               | País      | Año           |
| ------------------ | --------- | ------------- |
| Sport Colombia     | Paraguay  | 2002 - 2003   |
| Guaraní            | Paraguay  | 2004 - 2005   |
| Cerro Porteño      | Paraguay  | 2006          |
| 12 de Octubre      | Paraguay  | 2006 - 2007   |
| Danubio            | Uruguay   | 2007 - 2008   |
| Olympiakos Volou   | Grecia    | 2008 - 2009   |
| Rodos F.C.         | Grecia    | 2009 - 2010   |
| Sportivo Luqueño   | Paraguay  | 2010 - 2011   |
| Defensa y Justicia | Argentina | 2011 - 2012   |
| San Lorenzo        | Paraguay  | 2013 - 2014   |
| 12 de Octubre      | Paraguay  | 2015-presente |

## Palmarés
| Título              | Equipo               | País     | Año  |
| ------------------- | -------------------- | -------- | ---- |
| División Intermedia | Sportivo San Lorenzo | Paraguay | 2014 |